# سفوناوية
سفوناوية (الاسم العلمي: Andropogoneae) هي قبيلة من النباتات تتبع الفصيلة النجيلية من رتبة القبئيات.

## أجناس
- السَفُون أو الرُكَيْب أو لحية الرجل (الاسم العلمي:Andropogon)
- قصب السكر (الاسم العلمي:Saccharum)
- السورغم (الاسم العلمي:Sorghum)
- الثمد (الاسم العلمي:Themeda)
- السحيم (الاسم العلمي:Sehima)
- (الاسم العلمي:Arthraxon)
- (الاسم العلمي:قصب السكر)
- (الاسم العلمي:Euchlaena)
- (الاسم العلمي:Heteropogon)
- (الاسم العلمي:Vetiveria)

## عمائر
- السفونينة (الاسم العلمي:Andropogoninae)
- الثمدينة (الاسم العلمي:Anthistiriinae)
- الرقوئينة (الاسم العلمي:Ischaeminae)
- (الاسم العلمي:Saccharinae)
- (الاسم العلمي:Germainiinae)
- (الاسم العلمي:Sorghinae)
- (الاسم العلمي:Dimeriinae)
- (الاسم العلمي:Rottboelliinae)
- (الاسم العلمي:Tripsacinae)
- (الاسم العلمي:Chionachninae)
- (الاسم العلمي:Coicinae)